# Risto Vilhunen

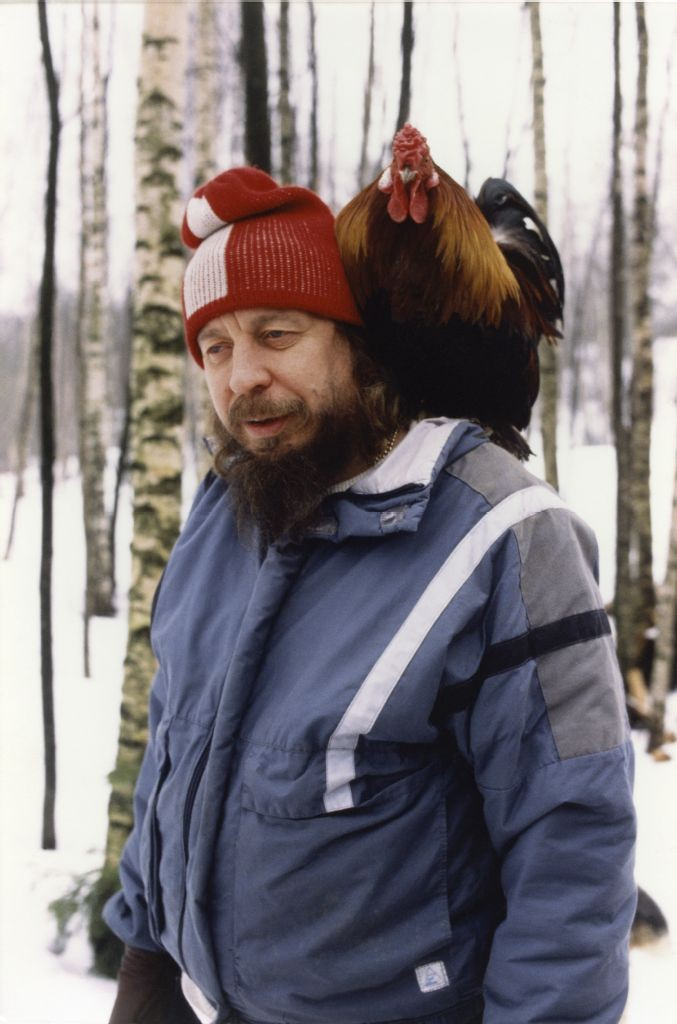
Risto Vilhunen.

Risto Vilho Olavi Vilhunen, född 28 oktober 1945 i Kuopio, är en finländsk målare och skulptör. 
Vilhunen studerade 1964–1968 vid Finlands konstakademis skola. Han hörde till dem som redan i slutet av 1960-talet ägnade sig åt kinetisk konstruktivism eller opkonst, varvad med stiliserade människofigurer. Han övergav senare, inspirerad av bland andra Paul Cézanne, den abstrakta konsten för ett naturalistiskt landskapsmåleri. Denne originelle konstnär har också samlat gamla ikoner och en betydande kollektion teckningar av både inhemska och utländska konstnärer, som han överfört till en stiftelse med namnet Leonardo da Vilhus stiftelse. I anslutning till sin bostad i Vanda har han byggt upp en för allmänheten öppen skulpturpark, där han även arrangerat utställningar med inlånade verk av andra bildhuggare. 